# Karsten Wesche

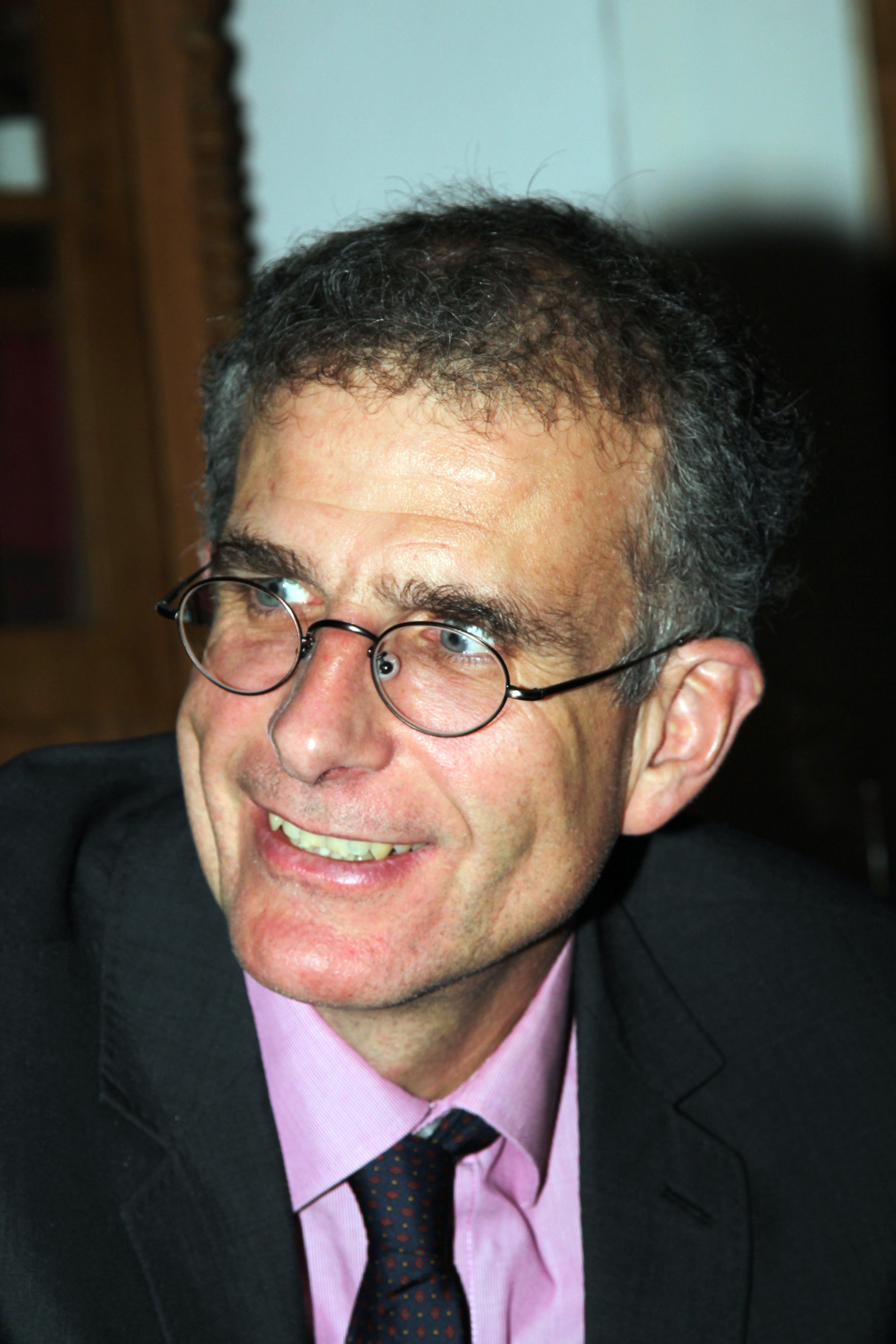
Wesche, 2007

Karsten Wesche (* 1970 in Lüchow) ist ein deutscher Biologe und Botaniker. Er ist Leiter des Senckenberg Museums in Görlitz.

## Leben
Wesche studierte in Marburg, Gießen und Aberdeen. Seine Diplomarbeit schrieb er über Tropical Sal Forests in southern Nepal. Von 1996 bis 2000 promovierte er in der Geographie der Universität Marburg zur Hochlandvegetation auf dem Mount Elgon (Uganda/Kenya), speziell dessen Klima und die Wirkung von Feuer auf das Ökosystem. Anschließend ging er in die Geobotanik der Universität Halle-Wittenberg. 2007 folgte die Habilitation.
Zusammen mit seinen Kollegen Jäger und Ritz gibt Wesche seit 2013 eines der deutschen Standardwerke für die Pflanzenbestimmung im Gelände, den „Rothmaler“, heraus.
Seit 2016 hat er eine Professur am Internationalen Hochschulinstitut Zittau der Technischen Universität Dresden inne und  übernahm die Abteilungsleitung Botanik am Senckenberg Museum für Naturkunde Görlitz. Anfang 2023 folgte er Willi Xylander als Leiter des Museums nach.

## Publikationen
Wesche veröffentlichte weit über 100 Fachartikel und Buchbeiträge.

### Buch (Auswahl)
- Eckehart Jäger, Karsten Wesche, Christiane Ritz (Hrsg.): Rothmaler - Exkursionsflora von Deutschland, Gefäßpflanzen. 2013, ISBN 3-662-49709-3.
- Ilona Leyer, Karsten Wesche: Multivariate Statistik in der Ökologie. Eine Einführung. Springer 2007, ISBN 978-3-540-37706-1.

### Fachartikel (Auswahl)
- L. W. Lehnert, K. Wesche, K. Trachte, C. Reudenbach, J. Bendix: Climate variability rather than overstocking causes recent large scale cover changes of Tibetan pastures. In: Scientific Reports. (Nature Publishing Group). Band 6, 2016, Artikel 24367. doi:10.1038/srep24367
- Karsten Wesche, Benjamin Krause, Heike Culmsee, Christoph Leuschner: Fifty years of change in Central European grassland vegetation: Large losses in species richness and animal-pollinated plants. In: Biological Conservation. Band 150, Nr. 1, 1. Juni 2012, ISSN 0006-3207, S. 76–85, doi:10.1016/j.biocon.2012.02.015 (sciencedirect.com [abgerufen am 8. Dezember 2018]).
- K. Wesche, D. Ambarlı, J. Kamp, J. Dengler u. a.: The Palaearctic steppe biome: a new synthesis. In: Biodiversity and Conservation. Band 25, 2016, S. 2197–2231. doi:10.1007/s10531-016-1214-7
- Wie verbreitet ist Degradation in tibetischen Weideländern? In: Natur, Forschung, Museum. Band 143, 2013, S. 18–23.
- K. Wesche, J. Treiber: Abiotic and biotic determinants of steppe productivity and performance – a view from Central Asia. In: M. J. A. Werger, M. van Staalduinen (Hrsg.): Eurasian Steppes. Ecological problems and livelihoods in a changing world. Springer, Heidelberg 2012, S. 3–43.
- K. Wesche, A. Cierjacks, Y. Assefa, S. Wagner, M. Fetene, I. Hensen: Recruitment of trees at tropical-alpine treelines: Polylepis in South America and Erica species in Africa. In: Plant Ecology and Diversity. Band 1, 2008, S. 35–46.
- K. Wesche, Y. Assefa, H. von Wehrden: Temperate Grassland Region: Equatorial Africa (high altitude). In: B. Peart: Life in a Working Landscape: Towards a Conservation Strategy for the World's Temperate Grasslands - Compendium of Regional Templates on the Status of Temperate Grasslands. Conservation and Protection. IUCN / WCPA. Temperate Grasslands Conservation Initiative, Vancouver 2008.